# Euroschinus vieillardii
Euroschinus vieillardii är en sumakväxtart som beskrevs av Adolf Engler. Euroschinus vieillardii ingår i släktet Euroschinus och familjen sumakväxter. Utöver nominatformen finns också underarten E. v. glaber.